# 나카무라 슈지
나카무라 슈지(일본어: 中村 修二, 1954년 5월 22일 ~ )는 일본에서 태어난 미국 국적의 기술자, 전자공학자이다. 학위는 공학박사(도쿠시마 대학, 1994년)이며 2014년도 노벨 물리학상 수상자이다.
니치아 화학공업에서 근무할 당시에 실용적으로 제공하는 수준의 고휘도 청색 발광 다이오드를 발명·개발하여 니치아 화학공업의 청색 LED 제품화에 큰 기여를 하는 것과 동시에 아카사키 이사무, 아마노 히로시와 함께 2014년에 노벨 물리학상을 수상했다. 또한 청색 발광 다이오드 기술의 특허 대가를 요구한 일명 ‘404 특허’라는 법적 소송에서도 유명하다.
2000년에 캘리포니아 대학교 샌타바버라 캠퍼스(UCSB) 재료물성공학과 교수로 부임했고 동 대학에서 고체 조명·에너지 전자공학센터 디렉터를 맡아 2007년에 세계 최초로 무극성 청색반도체 레이저 개발에 성공했다.
이 외에도 과학 기술 진흥 기구의 ‘ERATO 나카무라 불균일 결정 프로젝트’의 연구를 총괄하면서 도쿄 이과대학의 질화물 반도체에 의한 광촉매 디바이스의 개발에도 공헌했고 신슈 대학, 에히메 대학, 도쿄 농공대학 등에서 객원교수를 역임했다.

## 인물

### 유년 시절
에히메현 니시우와군 요쓰하마 촌 오쿠(후의 세토정, 현재의 이카타정)에서 태어났다. 어렸을 때는 바다와 산 등 자연속에서 노는 아이였다. 아버지가 시코쿠 전력에서 근무했고 아버지의 일 때문에 나카무라가 초등학교 2학년 때 오즈시로 이사를 갔지만 그 곳에서도 등산을 즐겼다.
1967년에 오즈 시립 기타 초등학교를 졸업했고 그 다음에는 오즈 시립 오즈키타 중학교와 에히메 현립 오즈 고등학교에 진학했다. 특히 수학과 물리를 좋아했고 도화공작이나 미술은 자신있었다. 그러나 역사나 지리 등의 암기과목은 잘 하지 못했다.
중·고등학교 6년 간은 배구부에 들어가 활동했다. 중학교 시절에는 주장을 맡고 있던 형에 의해서 강제로 입단하게 되면서 고등학교 때는 친구가 권유한 것을 거절하기가 어려웠기 때문인지 배구를 좋아하는 것은 아니었다. 그러나 인터뷰에서는 “힘들 때에는 배구부에서 혹독하게 연습했던 때가 생각난다”라고 밝히면서 훗날 자신의 저서에서는 자신들의 방식을 연구하고 고민했던 것, 수험 공부에 전념하지 않고 동아리 활동을 계속한 덕분에 자립 정신이 길러졌다고 회고했다.

### 대학 시절
대학 진학에 있어서 나카무라는 이론 물리나 수학 쪽을 지망하고 있었지만 교사로서의 취직을 고려한 주변의 조언과 다시 생각한 후에 공학부를 선택하게 됐고 결국 도쿠시마 대학 공학부 전자공학과에 진학했다. 하숙을 하며 전공 관련 서적을 탐독하는 것과 동시에 철학 사색에도 시간을 할애했다. 또한 3학년 때는 훗날 아내가 된 교육학부의 동급생 여성과 만나면서 본격적인 교제를 시작했다.
대학 3학년 때는 당시 조교수였던 후쿠이 마스오의 고체 물성 수업에 재미를 느껴 나카무라는 재료 물성에 흥미를 갖게 됐다. 졸업 연구에서는 이 분야의 교수인 다다 오사무의 연구실에 소속돼 실험 장치를 직접 만드는 것을 중시하는 연구 스타일을 배우는 것과 동시에, 용접이나 선반 작업도 경험했다.
나카무라는 최상위 수준의 성적으로 학부를 졸업한 후 같은 대학의 대학원 공학연구과 석사 과정에 진학했다. 또한 대학원 진학에 있어서는 대학원에 박사 과정이 있는 교토 대학의 시험에도 응시했지만 1점 차로 불합격됐다. 대학원 1학년 때에 결혼했고 수료 시에는 아이도 있었다.
대학원 수료를 앞두고 마쓰시타 전기산업의 입사 시험에 응시했는데 성적은 학부·석사 모두 최상위 수준이었고 도쿠시마 대학 대학원의 추천도 있었으며 면접 때도 대답을 잘했지만 불합격됐다. 이에 대해 지도 교수인 다다 오사무로부터 졸업 연구 논문에 너무 이론적인 것을 썼기 때문이라는 지적을 받았고 나카무라 자신도 면접 때 재료 이외의 일은 하고 싶지 않다고 대답을 한 것이 원인이라고 분석했다. 그 후 나카무라는 교세라 입사 시험에 응시했는데 이때 당시 면접관은 창업자 이나모리 가즈오였으며 결국 입사 시험에 합격할 수 있었다. 하지만 가족의 양육 문제로 현지 도쿠시마 현에서의 취직을 희망했고 지도 교수인 다다 오사무의 알선으로 니치아 화학공업을 소개받았다. 채용시기가 마감돼 거절당할 뻔했지만 다행히 영어 성적이 좋아 채용됐다.

### 엔지니어 시절
대학원 수료 후, 니치아 화학공업에 취직하여 개발과에 배속됐다. 현장의 엔지니어로부터 유리를 구부러지게 하는 방법 등을 배우면서 자신의 손으로 실험장치 등을 개조하는 작업을 했다. 이러한 경험이 CVD 장치의 개량에 활용되면서 훗날 발명으로 연결된다.
니치아 화학공업 시절에 상품화한 제품으로는 갈륨계 반도체 웨이퍼 등이 있었지만 브랜드력이나 인지도가 낮아서 팔리지 않았다. 그 시기에 나고야 대학의 아카사키 이사무 교수의 연구팀이 청색 발광 다이오드 실현에 절대 불가결한 고순도 질화갈륨(GAN)의 결정막을 세계 최초로 실현됐다는 공개된 논문을 입수하여 검증 실험을 반복했다. 기반이 되는 청색 발광 다이오드의 원리를 연구한 결과, 아직 실용화돼 있지 않은 것에 착수하고자 하여 청색 발광 다이오드 및 청색 반도체 레이저 연구에 대한 도전하겠다는 결심을 굳혔다. 청색 발광 다이오드의 개발을 오가와 노부오 사장에게 호소하여 중소기업으로서는 파격적인 액수에 해당되는 약 3억 엔의 개발비용 사용을 허가 받았다.
나카무라는 1988년 4월부터 1년 간 체류할 예정으로 미국의 플로리다 대학교로 유학을 갔다. MOCVD를 공부하는 것이 나카무라의 희망이었지만 니치아 화학공업으로서는 원래 도쿠시마 대학 조교수인 사카이 시로의 권유로 플로리다 대학교에 또 한 명의 사원을 파견할 계획이었다. 나카무라는 석사 수료에서 박사 학위를 갖고 있지 않았기 때문에 유학지에서 연구자로서의 본연의 모습을 보여주지 못한 데 따른 억울한 마음을 갖고 있어서 ‘빌어먹을’ 박사 학위 취득이나 논문 집필에 대한 의욕이 강했다.
1년 간의 미국 유학 생활을 마치고 일본에 귀국, 곧바로 니치아 화학공업에 복귀하여 2억 엔 정도로 하는 MOCVD 장치 개조에 착수했다. 회사의 명령을 무시하고 회의에도 참석하지 않을 뿐만 아니라 전화를 받지 않는 통상적인 샐러리맨으로서는 ‘실격’이라고 불릴 정도의 어쩔 수 없는 근무 태도였지만 도량이 넓은 창업자 사장 덕분에 파격적인 연구비를 지원받고 실험을 계속했다. 참고로 2014년에 나카무라에게 노벨 물리학상 수상자로 결정됐을 때 나카무라는 언론 인터뷰에서 “니치아 화학의 선대 사장인 오가와 노부오에게 감사하고 있다. 그의 연구 지원이 없었다면 노벨상은 없었다”라고 말했다.
당시의 응용 물리학회, 연구회 등은 셀레늄계에 주목했던 반면에, 갈륨계 연구회는 인원수도 적었다. 하지만 나카무라는 “그토록 우수한 사람들이 종사해도 잘되지 않는다면, 오히려 끝났다고 여겨지는 분야에 도전하는 것이 좋겠다”는 이유로 갈륨에 주목하게 됐다. 그 후 청색 발광소자인 GaN(질화갈륨)의 결정을 제작하는 ‘투플로 MOCVD’를 발명, 질화갈륨에 의한 고휘도 청색 발광 다이오드의 개발에 참여했다.

### 박사 학위 취득
1994년 3월, 도쿠시마 대학 대학원 공학연구과에 박사 논문을 제출해 공학박사 학위를 취득했다.

### 공학자로서의 활동
청색 발광 다이오드가 제품화된 이후 1994년경부터 나카무라는 일본 국내외 학회 등에서 많은 강연을 소화하게 됐다. 그러나 니치아 화학공업에서 월급 이외의 발명에 대해 얻은 보상을 듣고 미국인 동료 연구자로부터 너무 낮은 대가에 만족하고 있다고 하여 ‘슬레이브 나카무라’(スレイブ・ナカムラ)라는 별명이 붙여졌다.
또한 1998년 11월에 도쿄 대학으로부터 객원교수를 맡아달라는 권유가 들어왔는데 상담을 받은 니치아 화학공업의 고야마 미노루 상무는 객원교수를 맡아달라는 도쿄 대학의 제의를 권유했지만 정작 나카무라는 니치아 화학공업으로부터 중요한 기술 정보가 유출되는 것을 경계한다는 이유로 거절하겠다는 입장을 밝혔다. 고야마는 나카무라의 니치아 화학공업에 대한 회사의 충성 정신을 지적하는 것과 동시에 이미 중요한 기술은 연구 단계부터 생산 현장에 옮겨 있었던 것에서 나카무라가 현장에 있어서의 ‘“진정한 진보”를 깨닫지 못하고 있는 것은 아닌가’라고 생각했다고 회고했다.
나카무라는 관리직으로서의 연구 현장에서 멀어졌으며 LED 관계의 개발 목표를 세우고 연구 주제의 관점에서도 니치아 화학공업에서 할 일이 없어지고 있었다. 나카무라는 미국의 기업이나 대학에서 몇 차례 제의를 받고 ‘노예 같은 나카무라는 견딜 수 없다’라는 생각과 딸에게서 “아깝지 않느냐”라는 말을 전해 들은 것을 계기로 결국 미국으로 떠나기로 결심했다.
1999년 12월 27일에 니치아 화학공업을 퇴사했고 이듬해 2000년 2월에는 반도체 관계에 있는 스티븐 덴버스 교수의 권유로 캘리포니아 대학교 샌타바버라 캠퍼스(UCSB) 재료물성공학과 교수로 부임했다.

### 소송
2000년 12월, 니치아 화학공업은 미국 노스캐롤라이나주 동부 지구 연방 지방 법원에 나카무라를 영업 비밀 누설 혐의로 제소했다. 재판 종결까지 나카무라는 미국 소송에서 디스커버리 제도의 대응을 위한 정보 제공과 반론 준비에 상당한 시간이 걸리면서 연구에 차질이 생겼다.
그후 2001년 8월 23일, 나카무라는 니치아 화학공업을 제소했다. 나카무라는 니치아 화학공업에 대해 투플로 MOCVD(일명 ‘404 특허’)의 특허권 양도 및 특허 대가의 증액을 요구하며 법정 다툼을 벌였다(일명 ‘나카무라 재판’(청색 LED 소송), 자세한 내용은 404 특허를 참조). 나카무라는 니치아 화학공업에 대한 법정 공방을 벌인 것과 관련하여 다음과 같은 심경을 밝혔다.
| “ | 샌타바버라의 자택이나 대학 연구실이 조사를 받음으로써 심신이 모두 지쳤다. 재판을 통해서 계속된 니치아 화학의 집요한 공격을 멈추게 하기 위해 일본에서 재판을 걸었다. | ” |
|   | — 나카무라 슈지 |   |

니치아 화학공업이 나카무라를 기소하면서 미국에서 진행된 소송은 이듬해 2002년 10월 10일에 기각됐다. 일본에서 진행된 소송에서는 2004년 1월 30일에 도쿄 지방재판소는 니치아 화학공업측에 ‘404 특허’ 발명에 대한 대가의 일부로 나카무라에게 200억 엔을 지급하라는 명령을 내렸다. 그러나 니치아 화학공업측은 이에 불복하여 항소했고, 2005년 1월 11일에 도쿄 고등재판소는 404 특허를 포함한 전체 관련 특허 등에 대한 대가로 니치아 화학공업측은 나카무라에게 약 8억 4,000만 엔을 지급하라는 판결을 내렸고 이로써 화해가 성립됐다.
더 나아가 이 소송 기간 중에 니치아 화학공업은 양산화에 꼭 필요한 기술은 젊은 연구원이 발견한 ‘어닐링’ 기술이며 기존에 이미 존재하고 있던 평활한 질화갈륨(GaN) 박막을 얻기 위한 투플로 MOCVD 자체는 사실상 무가치하다고 주장했고 소송이 끝난 후에는 특허권을 나카무라에게 양도하지 않고 전면 포기하는 보복성 조치를 취했다. 이 항소심에서 도쿄고등재판소로부터 받은 화해 권고에 대해 나카무라는 변호사와 동석한 별도의 기자회견을 열어서 “일본의 사법은 부패했고 신뢰할 수 없다”라고 비판했다.

### UCSB
2005년, 도쿄 이과대학의 오카와 가즈히로 연구진과의 공동 연구에 의한 질화물 반도체를 이용한 광촉매 디바이스를 발표했다. 질화갈륨의 결정과 도선으로 연결된 백금을 전해질 수용액에 담궈 질화갈륨에 빛을 쬐어 전류를 발생시킨 다음 물을 전기 분해해서 수소와 산소로 분리한 것에 성공한 것이다. 빛을 이용해서 물에서 수소를 쉽게 추출할 수 있다는 점에서 이 연구가 새로운 에너지 변환 기술로 기대를 모으고 있다는 평가를 받았다. 또한 2007년에는 캘리포니아 대학교 샌타바버라 캠퍼스에서 무극성 청색반도체 레이저 연구 개발에 세계 최초로 성공했다.
미국의 대학 교수는 기업 컨설팅이나 벤처 기업 설립에도 자주 참여하는데 나카무라도 LED 전구 관련 벤처를 창업하는가 하면 대한민국의 전자 회사인 서울반도체의 기술고문으로 활동하여 기술 지도나 공동 연구에 참여하기도 했다. 그리고 중화인민공화국의 대학이나 기업에서 명예교수나 자문을 맡았고 동시에 일본에서도 돗토리 대학, 신슈 대학, 도쿠시마 대학, 에히메 대학, 도쿄 농공대학 등에서 객원교수를 맡고 있다.
이전부터 “노벨상에 가장 근접한 사람”이라는 얘기를 들었음에도 청색 발광 다이오드가 개발된 지 20년이 지나도록 영예를 안지 못했고, 2013년 말에는 대학 시절 은사였던 다다 오사무에게 “내년에도 못 받으면 당분간은 무리일지도 모르겠다”라고 심경을 토로했다. 그러나 이듬해인 2014년에 아카사키 이사무, 아마노 히로시와 함께 노벨 물리학상 공동 수상자로 결정됨에 따라 수상의 영예를 안게 됐다.
나카무라는 미국에서 연구를 계속하기 위해 형편상 미국 시민권을 취득했는데 노벨상 수상자 발표 시점에는 이 사실이 세간에 널리 알려지지 않은 탓에 보도자료에 실린 ‘American Citizen’(미국 시민)이라는 문구의 해석을 둘러싸고 인터넷상에서 한때 논란이 일었다. 더욱이 노벨상 수상 후에 가진 언론 인터뷰에서 본인은 미국 국적을 취득하긴 했지만 일본 국적을 버린 것은 아니라고 답했는데 일본의 국적법은 스스로 다른 나라의 국적을 유지할 경우 이중 국적을 인정하지 않기 때문에 본인의 의사와는 무관하게 미국 국적을 취득한 시점에서 일본 국적은 자동적으로 상실된 것으로 간주되고 있다.
2014년(헤이세이 26년) 11월 4일자 일본국 관보에는 ‘아메리카합중국인 나카무라 슈지에게 문화훈장을 증여하다’라고 명시되어 있어, 일본인으로서 ‘문화훈장을 수여하다’라고 돼있는 다른 6명의 문화훈장 수상자와는 명확하게 다른 취급을 받고 있다.

### SORAA 설립
2006년에 GaN-on-GaN의 기술에 재도전해서 성공을 거둔 나카무라는 자신을 비롯한 UCSB의 교수 세 명으로 이루어진 벤처 기업 SORAA를 2008년에 설립했다.

## 주요 경력

### 약력
- 1973년 3월 : 에히메 현립 오즈 고등학교 보통과 졸업
- 1977년 3월 : 도쿠시마 대학 공학부 전자공학과 졸업
- 1979년 3월 : 도쿠시마 대학 대학원 공학연구과 석사과정 수료
- 1979년 4월 : 니치아 화학공업 입사
- 1988년 4월 : 미국으로 유학을 떠남, 플로리다 대학교 전자공학부에서 공부(1989년 3월까지)[32][37]
- 1993년 : 고휘도 청색 발광 다이오드를 개발
- 1994년 : 도쿠시마 대학에서 박사(공학)학위를 취득[9]
- 1995년 : InGaN/GaN 청색 반도체 레이저의 실온 펄스 발진을 실현
- 1999년 9월 : 니치아 화학공업 질화물 반도체 연구소 소장[74][52]
- 1999년 12월 : 니치아 화학공업을 퇴사[74][52]
- 2000년 2월 : 캘리포니아 대학교 샌타바버라 캠퍼스 재료물성공학과[11][12] 교수로 부임[52]
- 2000년 5월 : Cree사의 비상근 연구원으로 부임[75]
- 2001년 10월 : 과학 기술 진흥 기구 ‘ERATO 나카무라 불균일 결정 프로젝트’ 연구 총괄로 부임(2006년 9월까지)[52]
- 2002년 : 신슈 대학 객원교수로 부임
- 2004년경 : 서울반도체 기술고문으로 부임[68][69]
- 2005년 : 물에서 쉽게 수소를 추출할 수 있는 원리의 개발에 성공
- 2006년 : 에히메 대학 객원교수로 부임[76]
- 2007년 1월 : 세계 최초로 무극성 청색반도체 레이저 개발에 성공했다고 발표[66]
- 2010년 9월 : 도쿄 농공대학 객원교수로 부임[71](2014년 3월까지, 현재는 경영협의회 위원[77])

### 수상 경력
- 1996년 : 니시나 기념상
- 1997년 : 오코치 기념상
- 2000년 : 아사히상[78]
- 2002년 : 벤저민 프랭클린 메달 공학상
- 2002년 : 다케다상[주 7]
- 2002 ~ 2005년? : 톰슨 로이터 선정 ‘노벨상 수상 예측 인물’[79]
- 2006년 9월 8일 : 핀란드 정부 밀레니엄 기술상[주 8]
- 2008년 : 아스투리아스 공상(학술·기술 연구부문)[80]
- 2009년 : 하비상[80]
- 2011년 9월 : 제63회 에미상 기술개발 부문[주 9]
- 2014년 : 노벨 물리학상
- 2015년 : Asia Game Changer Awards[81]
- 2015년 : 찰스 스타크 드레이퍼상[82]
- 2015년 : 글로벌 에너지상[83]
- 2017년 : IET Mountbatten Medal[84]
- 2018년 : 자이드 퓨처 에너지상[85][86]
- 2019년 : 재생 가능 에너지 리앤콘상
- 2020년 : 미국 과학 아카데미상 산업응용부문

### 상훈
- 2014년 : 문화훈장, 문화공로자[87]
- 2015년 2월 4일 : 에히메현 현민상[88]
- 2015년 : 에히메현 오즈시 명예시민[89]

## 저작

### 학위 논문
- 나카무라 슈지 (1994년 11월 11일). 《InGaN 고휘도 청색 LED에 관한 연구》. 박사 논문(을제1371호). 도쿠시마 대학.

### 저서
- 나카무라 슈지 (2001년 2월). 《考える力、やり抜く力私の方法》 [생각하는 힘, 끝까지 해내는 힘 - 나의 방법] (일본어). 미카사 쇼보. ISBN 4-8379-1872-7.
- 나카무라 슈지 (2001년 4월). 《怒りのブレイクスルー－常識に背を向けたとき「青い光」が見えてきた－》 [분노의 돌파구: 상식에 등을 돌렸을 때 ‘푸른 빛’이 보였다] (일본어). 홈샤. ISBN 4-8342-5052-0.
  - 나카무라 슈지 (2004년 5월). 《怒りのブレイクスルー》 [분노의 돌파구]. 슈에이샤 문고 (일본어). 슈에이샤. ISBN 4-08-747704-5.
- 나카무라 슈지 (2002년 4월). 《21世紀の絶対温度－科学者の眼から見た現代の病巣の構図－》 [21세기의 절대온도: 과학자의 눈으로 본 현대의 병소 구조] (일본어). 홈샤. ISBN 4-8342-5064-4.
- 나카무라 슈지 (2002년 4월). 《好きなことだけやればいい》 [좋아하는 일만 하면 된다] (일본어). 바실리코. ISBN 4-901784-00-5.
- 나카무라 슈지 (2002년 9월). 《Wild Dream - 反逆、闘い そして語ろう》 [Wild Dream - 반역, 싸움 그리고 대화하자] (일본어). 비즈니스샤. ISBN 4-8284-1005-8.
- 나카무라 슈지 (2003년 5월). 《日本の子どもを幸福にする23の提言 Look forward!》 [일본의 아이들을 행복하게 만들어 줄 23가지의 제언 Look forward!] (일본어). 쇼가쿠칸. ISBN 4-09-348371-X.
- 나카무라 슈지 (2004년 1월). 《「バカになれる男」が勝つ!》 [‘바보가 될 수 있는 남자’가 이긴다!] (일본어). 미카사 쇼보. ISBN 4-8379-7379-5.
- 나카무라 슈지 (2004년 3월). 《負けてたまるか! 青色発光ダイオード開発者の言い分》 [지고만 있지 않은가! 청색 발광 다이오드 개발자의 주장] (일본어). 아사히 신문 출판. ISBN 4-02-259848-4.
- 나카무라 슈지 (2004년 5월). 《成果を生み出す非常識な仕事術》 [성과를 낳는 비상식적인 업무술] (일본어). 미디어팩토리. ISBN 4-8401-1083-2.
- 나카무라 슈지 (2004년 8월). 《大好きなことを「仕事」にしよう》 [정말 좋아하는 것을 ‘일’로 삼아라] (일본어). 와니북스. ISBN 4-8470-1550-9.
- 나카무라 슈지 (2005년 7월). 《青色LED開発者最後の独白》 [미안! 청색 LED 개발자의 최후 독백] (일본어). 다이아몬드샤. ISBN 4-478-70327-2.

### 공저
- Shuji Nakamura; S J Pearton; Gerhard Fasol (2000). 《The blue laser diode - the complete story -》 (영어). Berlin; New York: Springer. ISBN 9783540665052.
- 니시자와 준이치, 나카무라 슈지 (2001년 5월). 《赤の発見 青の発見》 [적의 발견 청의 발견] (일본어). 하쿠지쓰샤. ISBN 4-89173-102-8.
- 나카무라 슈지, 마스나가 히데토시 (2002년 11월). 《真相・中村裁判》 [진상·나카무라 재판] (일본어). 닛케이 BP. ISBN 4-8222-0592-4.
- 나카무라 슈지, 기도 준지 (2003년 11월). 《「突然変異」を生み出せ!》 [‘돌연변이’를 낳아라!] (일본어). 일본 실업 출판사. ISBN 4-534-03664-7.

### 해설
- 나카무라 슈지 (2010년 6월 25일). “窒化ガリウムを選んだのはやけくそでした” [질화갈륨을 택한 건 자포자기 행위였어요]. 《빛과 화상의 기술 월간지 OplusE》 (일본어). 애드컴 미디어. 2014년 10월 7일에 원본 문서에서 보존된 문서. 2014년 10월 9일에 확인함.(초출 : OplusE 2000년 4월호)
- 나카무라 슈지 (2014년 12월). 《実現した青色の高輝度発光ダイオード》 [실현된 청색의 고휘도 발광 다이오드] (일본어). 닛케이 사이언스. 20 ~ 29쪽. 2015년 12월 22일에 원본 문서에서 보존된 문서. 2015년 10월 23일에 확인함.(초출 : 닛케이 사이언스 1994년 10월호)

### 주해
1. 1 2  「Shuji Nakamura, American citizen. Born 1954 in Ikata, Japan.」“The 2014 Nobel Prize in Physics - Press Release” (보도 자료). Nobelprize.org. 2014년 10월 7일. 2014년 10월 9일에 확인함.
2. 1 2  수상자 3명의 공헌도는 각각 ⁠1/3⁠이다. - “The Nobel Prize in Physics 2014”. 2014. 2014년 10월 11일에 확인함.
3. ↑  Solid State Lighting & Energy Electronics Center: SSLEEC
4. ↑  슬레이브는 ‘노예’라는 뜻을 가진다.
5. ↑  GaN으로 p형을 만드는 데 최초로 성공한 사람은 전자빔을 이용했던 아마노 히로시였고, 오래도록 GaN으로 p형을 만드는 것이 현실화되지 못한 이유를 밝힌 사람이 나카무라이다(나카지마 시게히코 2014, 19쪽).
6. ↑  나카무라의 이 같은 발언에 대해 통상적으로 화해 내용은 비공개가 원칙이지만, 이 항소심은 이례적으로 화해에 따른 결심공판 때에 재판소의 견해가 별도로 기술되기도 했다.
7. ↑  수상 이유는 청색 발광 반도체 디바이스를 개발했다는 공로를 인정받았고 아카사키 이사무, 아마노 히로시와 함께 이 상의 공동 수상자로 선정됐다.
8. ↑  청색 발광 다이오드 등 ‘혁명적인 발광 디바이스의 발명’을 이유로 수상했다.
9. ↑  대형 디스플레이 등의 개발로 선진적인 역할을 이뤘다는 평가를 받았다.

### 출전
1. ↑  나카무라 슈지 & 2002 c, 106쪽.
2. 1 2 3  “中村教授「物理学賞での受賞には驚いた」　ノーベル賞”. 《니혼케이자이 신문》 (일본어). 2014년 10월 7일. 2014년 10월 8일에 확인함.
3. 1 2 3  시코쿠 신문, 2014년 10월 8일자, 23면 및 도쿠시마 신문, 2014년 10월 8일자, 29면
4. ↑  헤이세이 26년(2014년) 11월 4일자 《관보》(호외 제243호) p.28
5. 1 2 3 4 5  “いたずら好きでやんちゃ－徳島大の恩師「感激」”. 《시코쿠 신문》 (일본어). 2014년 10월 8일. 23면.
6. 1 2  하타케야마 겐지 2014, 186쪽.
7. 1 2  
“中村修二教授「開発が偉大でも市場で勝てない」”. 《요미우리 신문》 (일본어). 2014년 10월 8일. 2014년 10월 9일에 원본 문서에서 보존된 문서. 2014년 10월 8일에 확인함.
8. 1 2  “誰が欠けてもダメ 3人知る香川大名誉教授”. 《니혼케이자이 신문 석간》 (일본어). 2014년 10월 8일. 2014년 10월 16일에 원본 문서에서 보존된 문서. 2014년 10월 11일에 확인함.
9. 1 2  나카무라 슈지 1994.
10. 1 2  “赤崎、天野、中村氏にノーベル賞＝青色LED開発－物理学、日本人6年ぶり”. 《지지 닷컴》 (일본어). 2014년 10월 7일. 2014년 10월 10일에 원본 문서에서 보존된 문서. 2014년 10월 11일에 확인함.
11. 1 2 3  〈2.2 研究組織 (1) 研究統括者〉. 「中村不均一プロジェクト」研究報告書 (PDF) (보고서) (일본어). 과학 기술 진흥 기구. 7쪽. 2016년 3월 4일에 원본 문서 (PDF)에서 보존된 문서. 2015년 10월 23일에 확인함.
12. 1 2 3  “日経サイエンスバックナンバー2009年7月号「緑色レーザーの夜明け」” (일본어). 2014년 10월 16일에 원본 문서에서 보존된 문서. 2014년 10월 11일에 확인함.
13. 1 2 3 4  니시이요 에세이 2002.
14. ↑  나카무라 슈지 & 2004 a, 33 ~ 34쪽.
15. ↑  에히메 신문, 2014년 10월 9일자, 6면
16. 1 2 3  다케다 첨단지 2006, 2쪽.
17. ↑  나카무라 슈지 & 2004 a, 40 ~ 42쪽.
18. ↑  나카무라 슈지 & 2004 a, 34 ~ 35쪽.
19. ↑  나카무라 슈지 & 2004 a, 36 ~ 40쪽.
20. 1 2  Science Portal 2006.
21. ↑  나카무라 슈지 & 2004 a, 36 ~ 38쪽.
22. ↑  나카무라 슈지 & 2004 a, 38 ~ 40쪽.
23. ↑  하타케야마 겐지 2014, 173 ~ 174쪽.
24. ↑  다케다 첨단지 2006, 1쪽.
25. ↑  하타케야마 겐지 2014, 182쪽.
26. ↑  하타케야마 겐지 2014, 189 ~ 193쪽.
27. ↑  하타케야마 겐지 2014, 186 ~ 188쪽.
28. 1 2  하타케야마 겐지 2014, 194 ~ 195쪽.
29. ↑  하타케야마 겐지 2014, 193 ~ 206쪽.
30. ↑  하타케야마 겐지 2014, 202 ~ 203쪽.
31. ↑  나카무라 슈지 & 2002 c, 125 ~ 126쪽.
32. 1 2  다케다 첨단지 2006, 6쪽.
33. ↑  나카무라 슈지 & 2004 a, 53 ~ 54쪽.
34. ↑  하타케야마 겐지 2014, 204 ~ 206쪽.
35. ↑  나카무라 슈지 & 2004 d.
36. ↑  다케다 첨단지 2006, 5쪽.
37. 1 2  테미스 편집부 2004, 80 ~ 81쪽.
38. ↑  닛케이 사이언스 2014, 21쪽.
39. ↑  나카무라 슈지 & 2004 a, 122 ~ 127쪽.
40. ↑  미즈노 노리유키 해설위원 (2014년 10월 8일). 〈ノーベル物理学賞 日本人研究者3人に〉. 《NHK 시론 공론》 (일본어). NHK 종합.(오전 0시에 방송)
41. ↑  테미스 편집부 2004, 50 ~ 53쪽.
42. ↑  다노쿠라. “創刊30周年記念セミナー「技術創造」から「日本の技術者が浮かばれるために」中村修二氏”. 《닛케이 일렉트로닉스 온라인》 (일본어). 2014년 10월 17일에 원본 문서에서 보존된 문서. 2014년 11월 5일에 확인함. - 닛케이 일렉트로닉스 2001년 8월 13일호 Guest Viewpoint 발췌
43. ↑  “Nobel-Winning Scientist Was Japanese Salaryman Who Fought Employer”. 《Wall Street Journal》 (영어). 2014년 10월 7일. 2014년 10월 9일에 확인함.(영어)
44. ↑  “Blue LED Inventor Shuji Nakamura on Rewarding Innovators in Japan”. 《Japan Society》 (영어). 2014년 10월 21일. 2014년 10월 14일에 원본 문서에서 보존된 문서. 2014년 10월 9일에 확인함. (영어)
45. ↑  이시카와 준이치 (2014년 10월 8일). “ノーベル賞:中村さんの発明の対価訴訟　象徴的存在に”. 《마이니치 신문》 (일본어). 2014년 10월 8일에 원본 문서에서 보존된 문서. 2014년 10월 8일에 확인함.
46. ↑  고야마 미노루 2003, 229 ~ 230쪽.
47. ↑  고야마 미노루 2003, 209 ~ 232쪽.
48. ↑  나카무라 슈지 & 2004 a, 204 ~ 209쪽.
49. 1 2  나카모리 도모히로 2000.
50. ↑  나카무라 슈지 & 2004 a, 216 ~ 218쪽.
51. ↑  나카무라 슈지 & 2004 a, 216 ~ 217쪽.
52. 1 2 3 4 5  다케다 첨단지 2006, 13쪽.
53. ↑  테미스 편집부 2004, 31 ~ 32쪽.
54. ↑  나카무라 슈지 & 2004 b, 185 ~ 187쪽.
55. 1 2  다다 와이치 (2002년 10월 1일). “青色LED特許訴訟敗訴に中村修二教授が猛反発”. 《nikkei BPnet》 (일본어). 2014년 11월 4일에 원본 문서에서 보존된 문서. 2014년 11월 5일에 확인함.
56. ↑  도쿄 지방재판소 판결, 平成13年（ワ）17772号 보관됨 2015-09-23 - 웨이백 머신, ‘특허권 지분 확인 등 청구 사건’
57. ↑  “UCSB教授の中村氏が日亜化学工業を提訴”. 《nikkei BPnet》 (일본어). 2001년 8월 24일. 2011년 12월 10일에 원본 문서에서 보존된 문서. 2014년 10월 7일에 확인함.
58. ↑  다케다 첨단지 2006, 13-14쪽.
59. 1 2  “LED訴訟決着から10年、いまだ「しこり」消えず 古巣の日亜化学工業は「中村氏個人の開発技術だけではない」”. 《J-Cast 뉴스》 (일본어). 2014년 10월 8일. 2014년 10월 8일에 원본 문서에서 보존된 문서. 2014년 10월 9일에 확인함.
60. ↑  테미스 편집부 2004, 32쪽.
61. ↑  교도 통신 (2005년 1월 11일). “青色LED訴訟が和解 8億4300万円支払い”. 《47news》 (일본어). 2014년 10월 14일에 원본 문서에서 보존된 문서. 2014년 10월 9일에 확인함.
62. ↑  지카오카 유타카 (2004년 4월). “食い違うそれぞれの「真実」日亜化学工業社長と中村氏「青色LED訴訟」の深層”. 《닛케이 BP》 (일본어). 2014년 10월 7일에 원본 문서에서 보존된 문서. 2014년 10월 9일에 확인함.
63. ↑  테미스 편집부 2004.
64. ↑  가리아쓰마리 히로시 (2005년 1월 12일). “「日本の司法は腐っている」，中村修二氏が記者会見で怒りをあらわに”. 《닛케이 일렉트로닉스》 (일본어). 2014년 10월 15일에 원본 문서에서 보존된 문서. 2014년 10월 9일에 확인함.
65. ↑  “東京理科大、窒化物半導体の光触媒効果で水を電気分解し水素ガスを作製”. 《nikkei BPnet》 (일본어). 2005년 12월 7일. 2013년 10월 21일에 원본 문서에서 보존된 문서. 2014년 10월 8일에 확인함.
66. 1 2  네즈 다다시 (2007년 1월 31일). “「世界初の無極性青紫半導体レーザ」，中村氏らが開発に成功”. 《닛케이 일렉트로닉스》 (일본어). 2014년 10월 16일에 원본 문서에서 보존된 문서. 2014년 10월 11일에 확인함.
67. ↑  닛케이 비즈니스 전편 2013, 3쪽.
68. 1 2  “ソウル半導体、ノーベル賞受賞の中村教授と10年の縁”. 《WoW! Korea》 (일본어). 2014년 10월 9일. 2014년 12월 21일에 원본 문서에서 보존된 문서. 2014년 10월 16일에 확인함.
69. 1 2  “ソウル半導体の技術顧問・中村氏、韓国の研究風土に警鐘”. 《조선일보 일본어판》 (일본어). 2014년 10월 22일. 2014년 10월 25일에 원본 문서에서 보존된 문서. 2014년 10월 24일에 확인함.
70. ↑  “Curriculum Vitae”. 《Shuji Nakamura, Ph.D》 (영어). The Regents of the Univerity of California. 2015년 9월 8일에 원본 문서에서 보존된 문서. 2015년 4월 18일에 확인함.
71. 1 2  “東京農工大学客員教授にカリフォルニア大学サンタバーバラ校の中村修二教授を任命” (보도 자료) (일본어). 도쿄 농공대학. 2010년 9월 3일. 2014년 10월 13일에 원본 문서에서 보존된 문서. 2014년 10월 8일에 확인함.
72. ↑  “ノーベル物理学賞・中村修二教授は「日本人」か「アメリカ人」か―ネットで大騒動に”. 《변호사 닷컴》 (일본어). 2014년 10월 7일. 2014년 10월 7일에 원본 문서에서 보존된 문서. 2014년 10월 7일에 확인함.
73. ↑  “国籍の選択” (일본어). 주미 일본 대사관. 2014년 10월 9일에 원본 문서에서 보존된 문서. 2014년 10월 13일에 확인함.
74. 1 2  고야마 미노루 2003, 236쪽.
75. ↑  테미스 편집부 2004, 29 ~ 30쪽.
76. ↑  “中村修二教授が本学客員教授に！” (일본어). 에히메 대학. 2014년 10월 13일에 원본 문서에서 보존된 문서. 2014년 10월 8일에 확인함.
77. ↑  “経営協議会委員の中村修二先生がノーベル物理学賞を受賞” (일본어). 도쿄 농공대학. 2014년 10월 15일에 원본 문서에서 보존된 문서. 2014년 10월 8일에 확인함.
78. ↑  “2000년도 아사히상 시상식”. 《아사히 신문 도쿄 본사판 조간》. 2001년 1월 31일. 34면.
79. ↑  
“トムソン・ロイターのノーベル賞予測：「トムソン・ロイター引用栄誉賞」選出の中村修二氏が、ノーベル物理学賞を受賞！” (일본어). 톰슨 로이터. 2014년 10월 10일. 2015년 2월 6일에 원본 문서에서 보존된 문서. 2015년 2월 6일에 확인함.
80. 1 2  UCSB engineering.
81. ↑  2015 Asia Game Changer Awards and Gala Dinner - 2017년 10월 21일
82. ↑  “LED開発にドレイパー賞 赤崎・中村氏ら5人”. 《니혼케이자이 신문》 (일본어). 2015년 1월 7일. 2015년 6월 9일에 원본 문서에서 보존된 문서. 2015년 4월 18일에 확인함.
83. ↑  ロシア、中村修二教授にグローバルエネルギー賞　青色ＬＥＤ開発の業績で 보관됨 2015-09-24 - 웨이백 머신 - 산케이 신문, 2015년 6월 19일(교도 통신사 뉴스 전재)
84. ↑  IET Awards - Mountbatten Medal 보관됨 2017-08-30 - 웨이백 머신 - 2017년 10월 21일
85. ↑  マスダール社後援『ザイード・フューチャー・エネルギー賞』について - 일본 에너지 경제 연구소, 2018년 2월 3일 확인
86. ↑  Anjana Sankar (January 15, 2018) “Top Zayed Energy prize awarded to LED light inventor 보관됨 2020-10-28 - 웨이백 머신 - Khaleej Times, 2018년 2월 3일 확인
87. ↑  “文化勲章にノーベル賞の天野さん・中村さんら7人”. 《아사히 신문》 (일본어). 2014년 10월 24일. 2015년 7월 15일에 원본 문서에서 보존된 문서. 2014년 11월 5일에 확인함.
88. ↑  “愛媛県県民賞贈呈式等の開催に関する記者発表の要旨について” (일본어). 2015년 2월 5일에 원본 문서에서 보존된 문서. 2015년 2월 5일에 확인함.
89. ↑  “中村修二氏 大洲市名誉市民の選定について” (일본어). 오즈시 홈페이지. 2014년 12월 16일. 2015년 1월 11일에 원본 문서에서 보존된 문서. 2015년 2월 12일에 확인함.

## 참고 문헌
- 《中村修二－青色発光ダイオード・半導体レーザの実用化－》 [나카무라 슈지: 청색 발광 다이오드·반도체 레이저의 실용화] (PDF) (일본어). 다케다 계측첨단지재단. 2006년. 2014년 10월 7일에 확인함.
- 고야마 미노루 (2003년 5월). 《青の奇跡－日亜化学はいかにして世界一になったか－》 [청색의 기적: 니치아 화학은 어떻게 세계 최고가 됐는가] (일본어). 하쿠지쓰샤. ISBN 4-89173-108-7. 2014년 6월 28일에 원본 문서에서 보존된 문서. 2014년 10월 7일에 확인함.
- 테미스 편집부 (2004년 3월). 《青色発光ダイオード－日亜化学と若い技術者たちが創った－》 [청색 발광 다이오드: 니치아 화학과 젊은 기술자들이 만들었다] (일본어). 테미스. ISBN 4-901331-08-6.
- 하타케야마 겐지 (2014년 11월). 《中村修二の反乱》 [나카무라 슈지의 반란]. 가도카와 문고(는 51-1) (일본어) 초판. 가도카와 쇼텐. ISBN 978-4-04-102587-1.
- 나카지마 시게히코 저, 다케우치 데쓰야 협력 (2014년 12월). 《ノーベル物理学賞3人受賞 青色LEDで栄誉》 [노벨 물리학상 3명 수상 - 청색 LED로 영예] (일본어) 44. 닛케이 사이언스. 10 ~ 19쪽. 2016년 3월 5일에 원본 문서에서 보존된 문서. 2015년 10월 23일에 확인함.

## 같이 보기
- 니치아 화학공업
- 발광 다이오드
- 404 특허